# Воронин, Николай Андреевич
Никола́й Андре́евич Воро́нин (род. 1 ноября 1951, Копейск, Челябинская область) — российский политик, депутат Областной думы Законодательного собрания Свердловской области.

## Биография
В 1977—1979 году проходил военную службу (как офицер запаса) в Уральском военном округе, замполит роты.
После военной службы вернулся в Свердловск, несколько месяцев проработал инженером в Уральском лесотехническом институте, затем до 1988 года работал в горкоме КПСС: инструктором, заведующим отделом науки и учебных заведений. В 1985 году был избран депутатом Свердловского горсовета.
В 1988—1993 годах — заместитель председателя Свердловского горисполкома, а после преобразования исполкома в Администрацию города Екатеринбурга — и.о. заместителя главы администрации.
В сентябре 1993 — марте 1994 гг. — директор Екатеринбургского филиала Территориального фонда обязательного медицинского страхования (ТФОМС) Свердловской области.
В марте 1994 года назначен заместителем Главы администрации Свердловской области — директором Департамента Главы администрации (А.Л. Страхова). По своим функциям департамент представлял собой управление делами администрации области, предшественником Воронина на этом посту был А.П. Воробьёв. В июле 1994 — августе 1995 гг. был членом Правительства Свердловской области. После поражения Страхова на выборах (в августе 1995 года) Воронин ушёл в отставку.
Один из основателей общественно-политического движения «Наш дом — наш город» (НДНГ), созданного в начале 1996 года и объединившего политических сторонников главы Екатеринбурга Аркадия Чернецкого. Председателем движения был Чернецкий, а Воронин стал заместителем председателя свердловского регионального отделения НДНГ.
14 апреля 1996 года избран депутатом Областной думы Законодательного собрания Свердловской области по списку НДНГ. Переизбирался в Областную думу в 2000 году (по списку НДНГ), в 2004 и 2008 годах (по списку «Единой России»). В июне 1996 года избран председателем комитета думы по социальной политике, который возглавлял вплоть до избрания председателем думы в 2002 году.

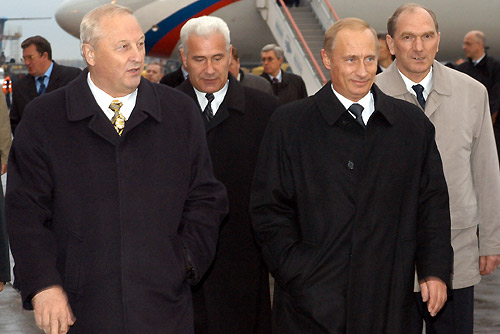
Во время проведения российско-германского саммита в Екатеринбурге. На фото: Россель Э.Э., Якимов В. В., Путин В. В., Воронин Н. А.

В 2001 году Воронин фактически перешёл в «команду» губернатора Э.Э. Росселя и покинул фракцию НДНГ. 24 апреля 2002 года, после очередной ротации половины состава думы, Воронин при поддержке прогубернаторского большинства избран её председателем. Одновременно он вступил в прогубернаторскую фракцию «За родной Урал».
22 апреля 2003 г. Воронин и его заместитель Н.Н. Езерский были смещены со своих постов по инициативе фракции «Единство и Отечество», представлявшей интересы федерального центра и главы Екатеринбурга Чернецкого. Отставку поддержали и некоторые депутаты фракции «За родной Урал». В июле, после окончания весенней сессии работы думы, Воронин и Езерский восстановились в должностях в судебном порядке, и после окончания депутатских каникул в октябре 2003 года вернулись к исполнению своих обязанностей. Каждый раз после очередных ротаций состава думы (в 2004, 2006 и 2008 годах) Воронин переизбрался её председателем. 23 марта 2010 сложил с себя полномочия председателя.
В настоящее время занимает должность директора Уральского института регионального законодательства.

## Награды
- Медаль «За трудовую доблесть» (1976)
- Медаль «60 лет Вооружённых Сил СССР» (1978)
- Почётный гражданин Свердловской области (2022)[1]